# 平泉澄
平泉 澄（ひらいずみ きよし、 1895年〈明治28年〉2月15日 - 1984年〈昭和59年〉2月18日）は、日本の国史学者。文学博士。専門は日本中世史。東京帝国大学教授。号は布布木の屋、寒林子、白山隠士。
福井県出身の国史学者。東京帝国大学教授、平泉寺白山神社第4代宮司、皇學館大学学事顧問等を歴任。白山神社名誉宮司、玄成院第二十四世。
国体護持のための歴史を生涯にわたって説き続けたことから、「代表的な皇国史観の歴史家」といわれており、彼の歴史研究は「平泉史学」と称されている。近衛文麿など政界とのつながりも深かった。
日本を守る国民会議の結成に際して、発起人として参加している。著作に『中世に於ける社寺と社会との関係』（1926年11月15日）、『国史学の骨髄』（1932年9月18日）など。

## 経歴

### 生い立ちと学生時代
福井県大野郡平泉寺村（現・福井県勝山市）生まれ。実家は平泉寺白山神社。名前の「澄」の一字は、白山の開祖泰澄に由来する。
1901年（明治34年）4月、龍池尋常小学校入学。1905年（明治38年）4月、成器高等小学校進学。
高等科二年修了を経て、1907年（明治40年）4月、福井県立大野中学校入学。1912年（明治45年）白山神社の歴史を纏めた『白山神史』編集。1911年（明治44年）十時進とともに意見書（「秋霜帖」）を大野中学校長に提出。同書はとある教師の追放を謀ったもので、この文章によると、授業で皇室を軽侮したり、学生の質問や議論を抑圧したりなどするような人物であったという。
1912年（明治45年）、大野中学校卒業。無試験で石川県金沢市の第四高等学校文科入学。
1915年（大正4年）、第四高等学校卒業。同年9月、東京帝国大学文科大学国史学科入学。同期入学に四高出身の高井俊吉、藤本了泰、二高出身の阿部勝也（竹岡勝也）、一高医科出身の藤田亮策がいる。同年12月、東大内の山上御殿で開催された国史談話会で越前国の郡数増加と僧天海の名の起源の研究発表。その後、「頼朝と年号」（黒板勝美へのリポート）、「座管見」、「中世に於ける兵農僧の区別」を『史学雑誌』に発表。
1917年（大正6年）大学内の四高出身者でつくる四高文化会が主催する、新入生歓迎会に出席。この席にて「余は国家主義者なり」と明言し、「五体に満ちた元気を持って国家生活を説き、同じ学窓に育って同じ道を歩み行く者、まず集まり団結するはやがて真の偉大なる国家を築き成す基である」と歓迎会を讃美したという。
1918年（大正7年）東京帝国大学文科大学国史学科首席卒業。卒業論文は「中世に於ける社寺の社会的活動」。大正天皇より恩賜の銀時計を受けたが、平泉は最後の銀時計組であった。
同年、東京帝国大学大学院に進学。当時の大学院は、今日のように講義などがあるわけでもなく、自分の研究課題が書かれている本を自分で読むのが日課とされているなど、院生が自由に研究する存在であった。史料編纂掛や図書館を中心に勉学に励む一方、史学会委員として『史学雑誌』の編纂に従事したり、日光東照宮社史の編纂や帝国学士院の推薦によって五辻宮守良親王（亀山天皇第五皇子）の事蹟の研究、宗教制度調査嘱託となる。
1923年（大正12年）論文「中世に於ける社寺と社会の関係」を東京帝国大学に提出し、三年後、この論文により文学博士の学位を授与される。同論文では日本中世社会に対してアジール論を展開し、先駆的な業績とされる。

### 東大教員時代
同年、東京帝国大学講師。1925年（大正14年）より1年間、自宅に学生を集め洞院公賢の日記『園太暦』の講読会を行う。
1926年（大正15年）、東京帝国大学助教授。1927年（昭和2年）秩父宮雍仁親王に謁見。1929年（昭和4年）高松宮宣仁親王に謁見。
1930年（昭和5年）歴史学研究法の追求と大学の史学研究室の在り方、フランス革命の研究を目的に欧米外遊。1931年（昭和6年）7月に帰国後、学生の思想教導に携わる。
1932年（昭和7年）東京帝大の学生団体「朱光会」会長に就任。昭和天皇に「楠木正成の功績」を進講。
1933年（昭和8年）4月に「青々塾」開塾。軍の教育機関で講義を行う。満洲視察。満洲国執政愛新覚羅溥儀と会見。
1935年（昭和10年）2月、史学会の常務理事に就任。同年3月、東京帝国大学教授に昇任。
1938年（昭和13年）満洲建国大学の創設に参画。1940年（昭和15年）3月、満洲で皇帝溥儀に「日本と支那及西洋諸国との国体及び道義の根本的差異に関する講話」を進講。
1941年（昭和16年）12月、海軍勅任嘱託就任。

### 終戦後
1945年（昭和20年）8月17日、東京帝国大学教授辞職。1946年（昭和21年）白山神社第3代宮司就任。1948年（昭和23年）公職追放となる。
1954年（昭和29年）東京銀座に国史研究室を設置。1958年（昭和33年）東京都品川区に転居。
1984年（昭和59年）2月18日、肺炎のため死去。89歳没。

## 親族
- 父: 平泉恰合（白山神社第三代宮司。大畠清右衛門の子、初代宮司の平泉須賀波養子）
- 母: 貞子（勝山藩士島田将恕の娘）
- 長男: 洸（あきら。歴史学者、金沢工業大学名誉教授、白山神社第五代宮司）
- 二男: 汪（ひろし。歴史学者）
- 三男: 渉（わたる。外交官、政治家、科学技術庁長官・経済企画庁長官。妻の三枝子は、元鹿島建設会長鹿島守之助娘）
- 孫: 隆房（歴史学者、文学博士、金沢工業大学教授、白山神社第六代宮司）

## 評価
戦前日本を代表する歴史家として政治にも大きく関わったが、翻って実証主義と唯物史観が主流を占めた戦後の史学界では平泉の成果は半ば黙殺された。
政治学者の植村和秀は、自著『昭和の思想』で平泉を丸山眞男（丸山政治学）、西田幾多郎（西田哲学）、蓑田胸喜と並ぶ昭和思想の代表者とした。植村によれば、丸山と平泉は「理の軸」の上にある「合理的」「論理的」な人物であり、西田と蓑田は「気の軸」にある「主観的」「精神的」な人物であった。

## 関連文献

### 著作
平泉の著作の全容は、弟子の田中卓によって以下の文献にまとめられている。
- 『平泉史学と皇国史観』田中卓著、青々企画、2000年。
- 『平泉澄博士全著作紹介』田中卓編著、勉誠出版、2004年。
  - 肖像と略歴、著作年譜のほか研究文献目録も収められている。
  - ほかに錦正社で、約十冊が新版再刊されている

### 評伝
- 神道史學會（神道史学会）『神道史研究・平泉澄博士と神道』 1985年1月
- 日本学協会『日本・平泉澄先生を偲ぶ』 1985年2月
- 藝林会『藝林・平泉澄先生追悼』 1986年3月
- 今谷明「平泉澄」（今谷明・大濱徹也ら編『20世紀の歴史家たち』（1）所収。刀水書房、1997年7月）
- 田々宮英太郎『神の国と超歴史家・平泉澄』 雄山閣出版、2000年11月
- 田中卓『平泉史学と皇国史観』 青々企画 2000年12月
- 植村和秀『丸山眞男と平泉澄』（パルマケイア叢書）柏書房 2004年10月
- 若井敏明『平泉澄』（ミネルヴァ日本評伝選）ミネルヴァ書房 2006年4月
- 田中卓『平泉史学の神髄』 国書刊行会 2012年12月
- 立花隆『天皇と東大－大日本帝国の生と死 下』文藝春秋、2005年
- 坂口太郎『大正・昭和戦前期における徳富蘇峰と平泉澄―その史学史的考察―』北九州市立松本清張記念館、第19回松本清張研究奨励事業研究報告書、2019年